# Gay Liberation
Gay Liberation (z ang. [ruch] wyzwolenia osób homoseksualnych) – określenie ruchu społecznego na rzecz praw osób LGBT, który miał miejsce od końca lat 60. XX w. do połowy lat 70. XX w. w Ameryce Północnej, Zachodniej Europie, Australii i Nowej Zelandii. Zapoczątkowany został wydarzeniami tzw. Stonewall riots w Nowym Jorku w 1969 r.